# Blaasjeskruid
Blaasjeskruid (Utricularia) is een geslacht van vleesetende planten met een 215-tal soorten die op elk continent behalve Antarctica voorkomen. Er bestaan zowel soorten die in het water groeien als soorten die op het land groeien.

## Valmechanisme
In het blaasje heerst aanvankelijk een onderdruk. Als de val (een tastdraad aan de ingang van het blaasje) aangeraakt wordt, opent een klepje aan de val, wordt het insect of schaaldiertje in het blaasje gezogen door de onderdruk en vervolgens sluit de val, waarna de vertering begint.

## België en Nederland
In België en Nederland groeien nog een paar soorten blaasjeskruid, maar ze zijn tegenwoordig zeer zeldzaam, vooral door hun habitat dat verdwijnt, namelijk de moerassen. Soorten die in Nederland en België groeien zijn onder andere Utricularia intermedia, Utricularia minor, Utricularia vulgaris en Utricularia australis. Verder wordt de verdwenen Utricularia ochroleuca beschreven.

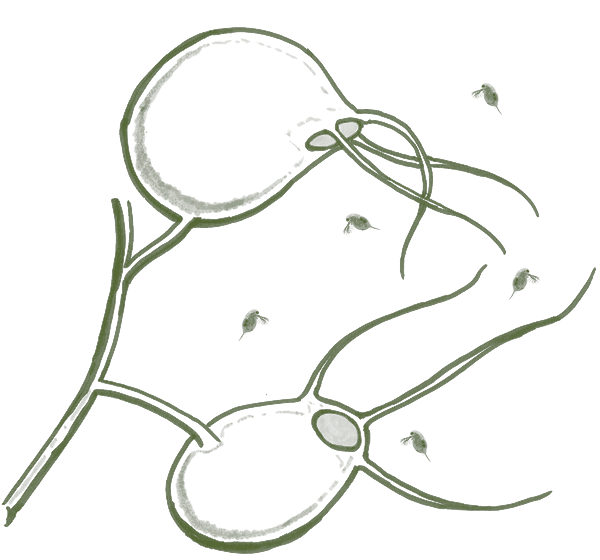
Val
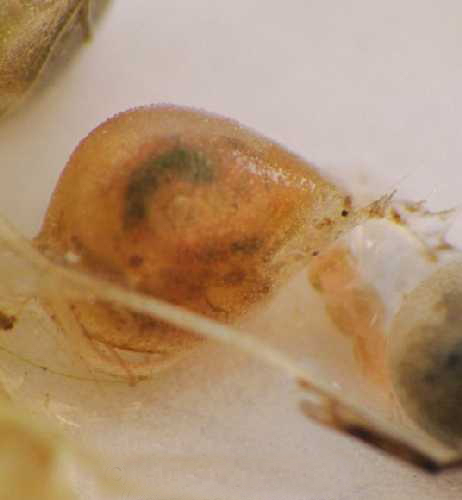
Val
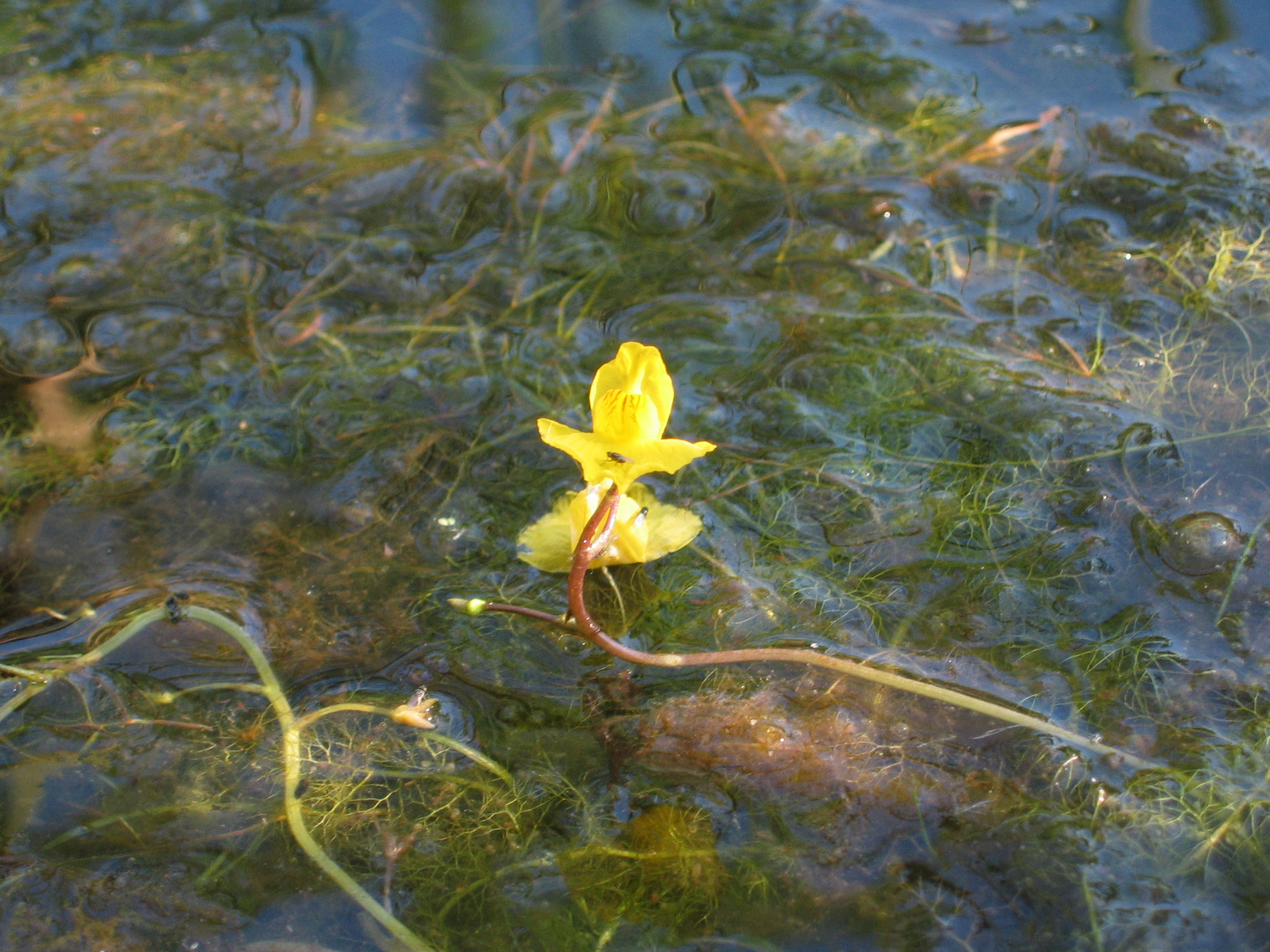
Planten van groot blaasjeskruid
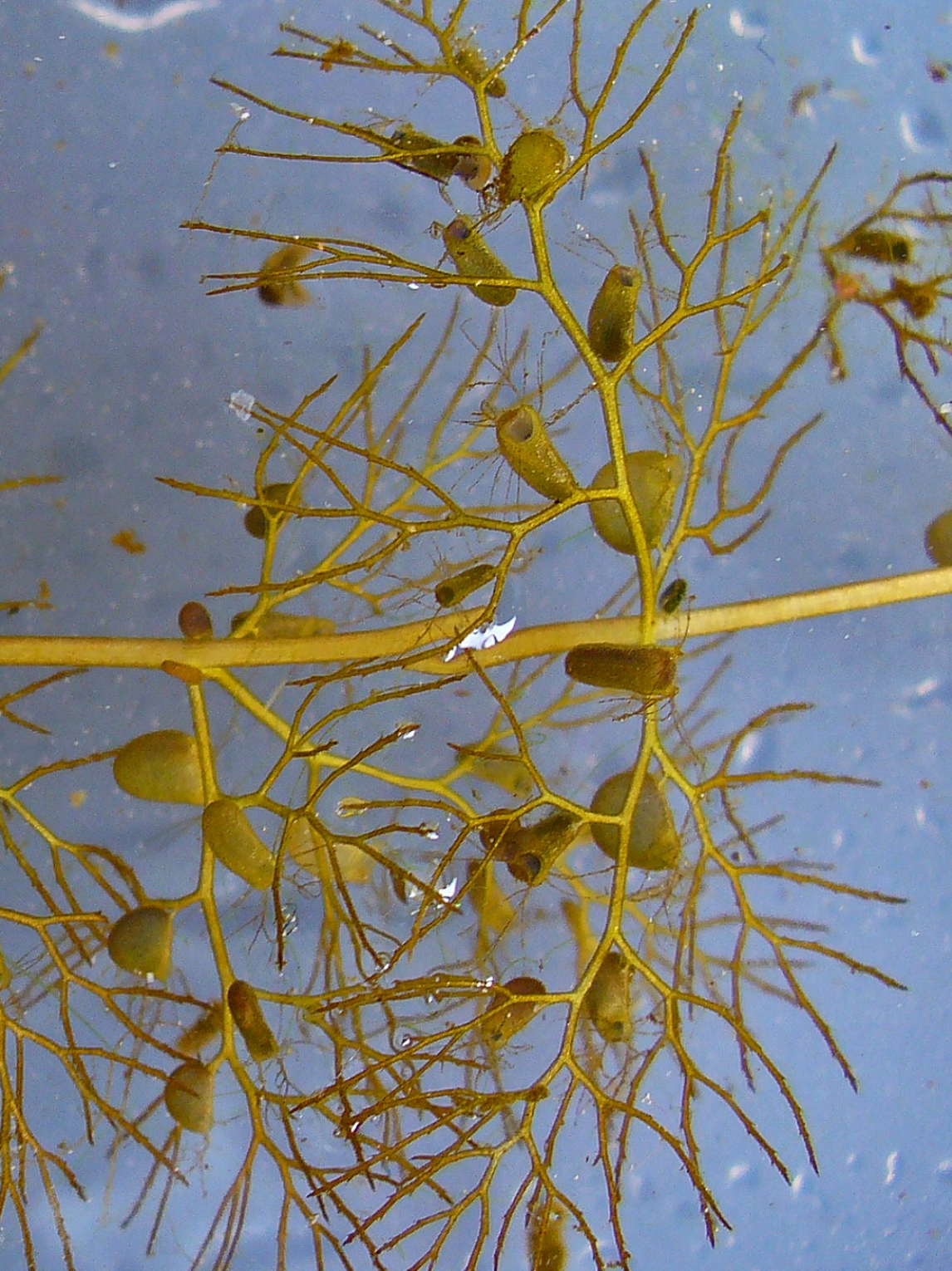
Vangblaasjes van groot blaasjeskruid
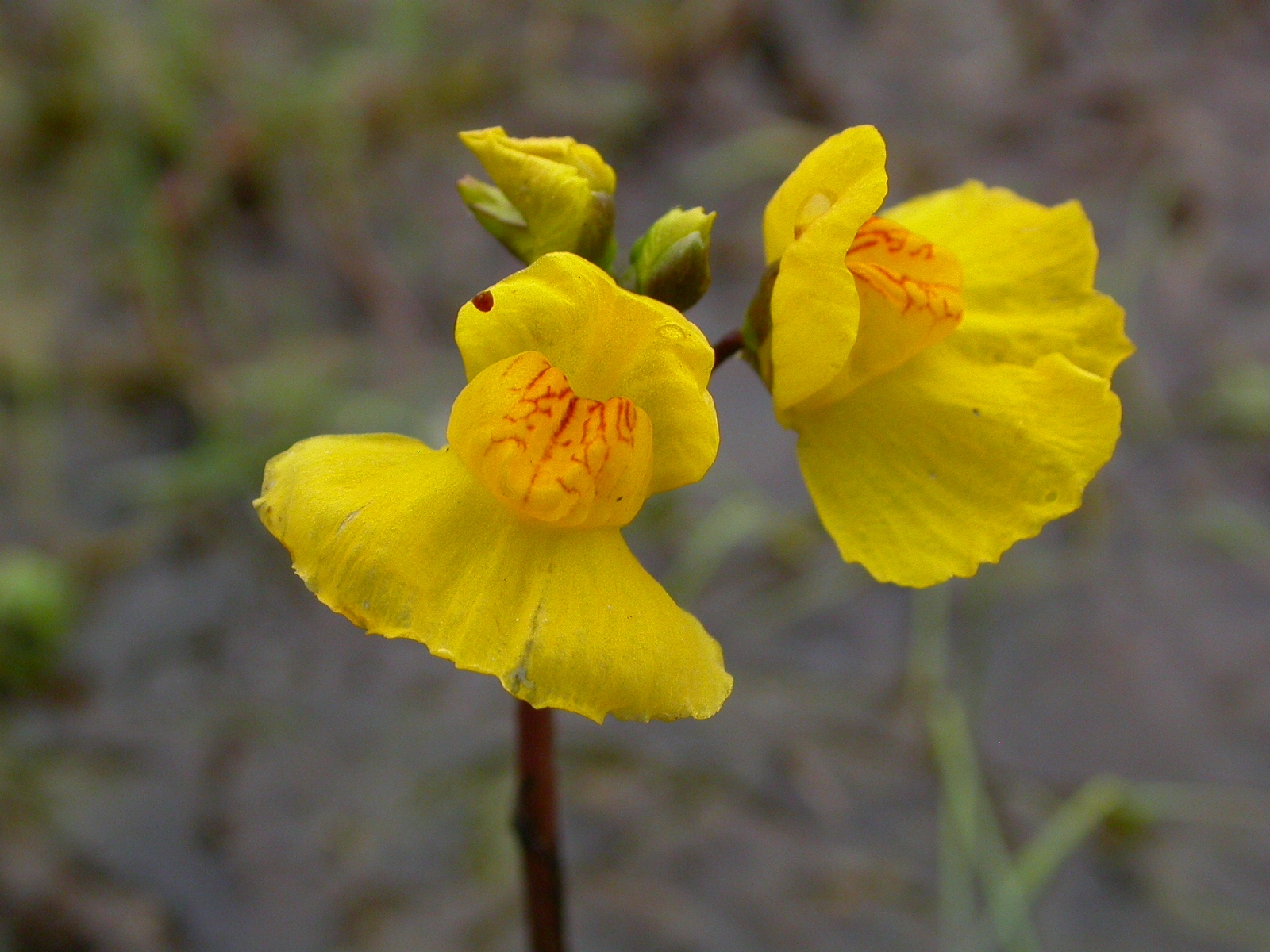
Bloemen van groot blaasjeskruid
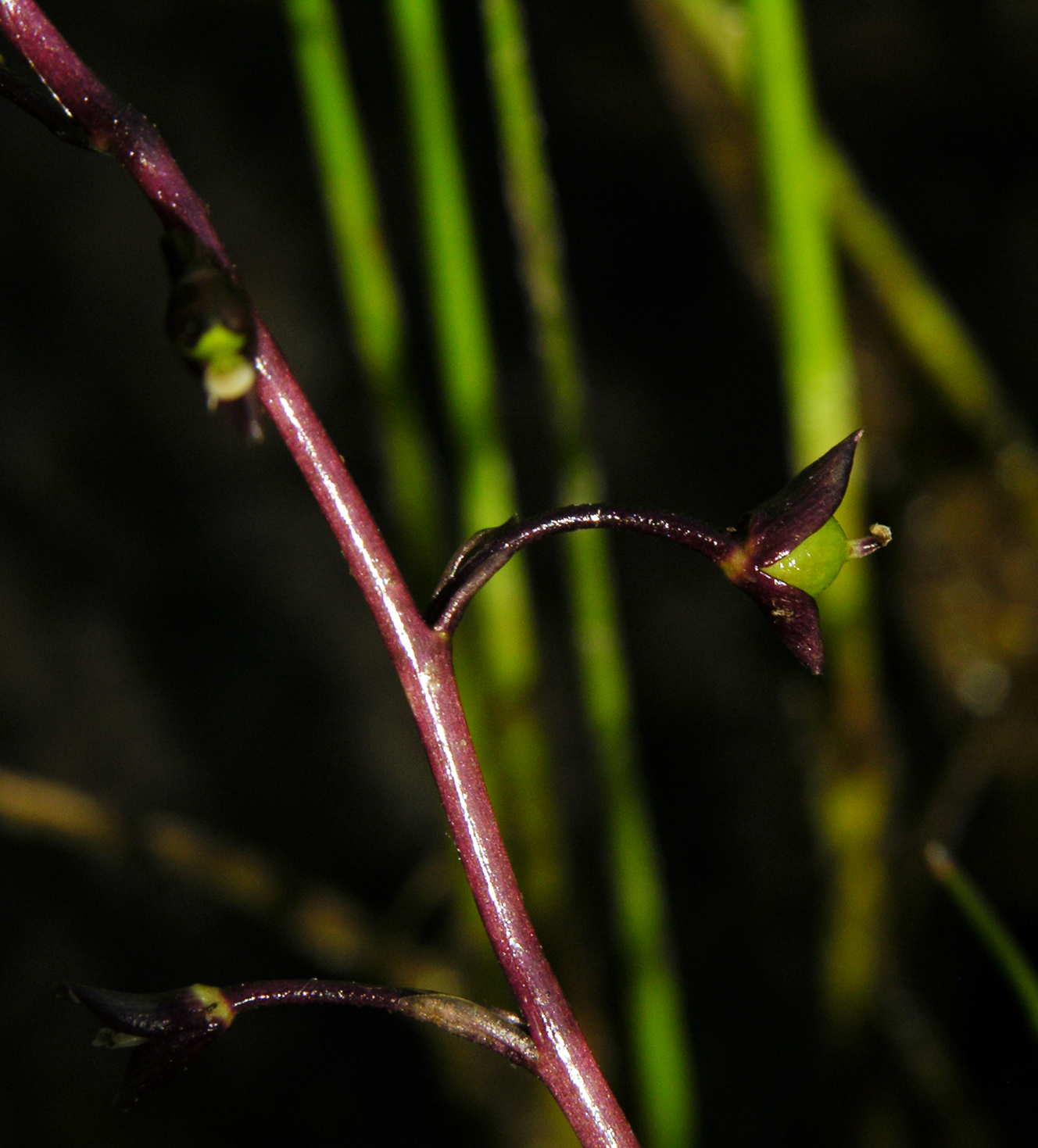
Vrucht van groot blaasjeskruid
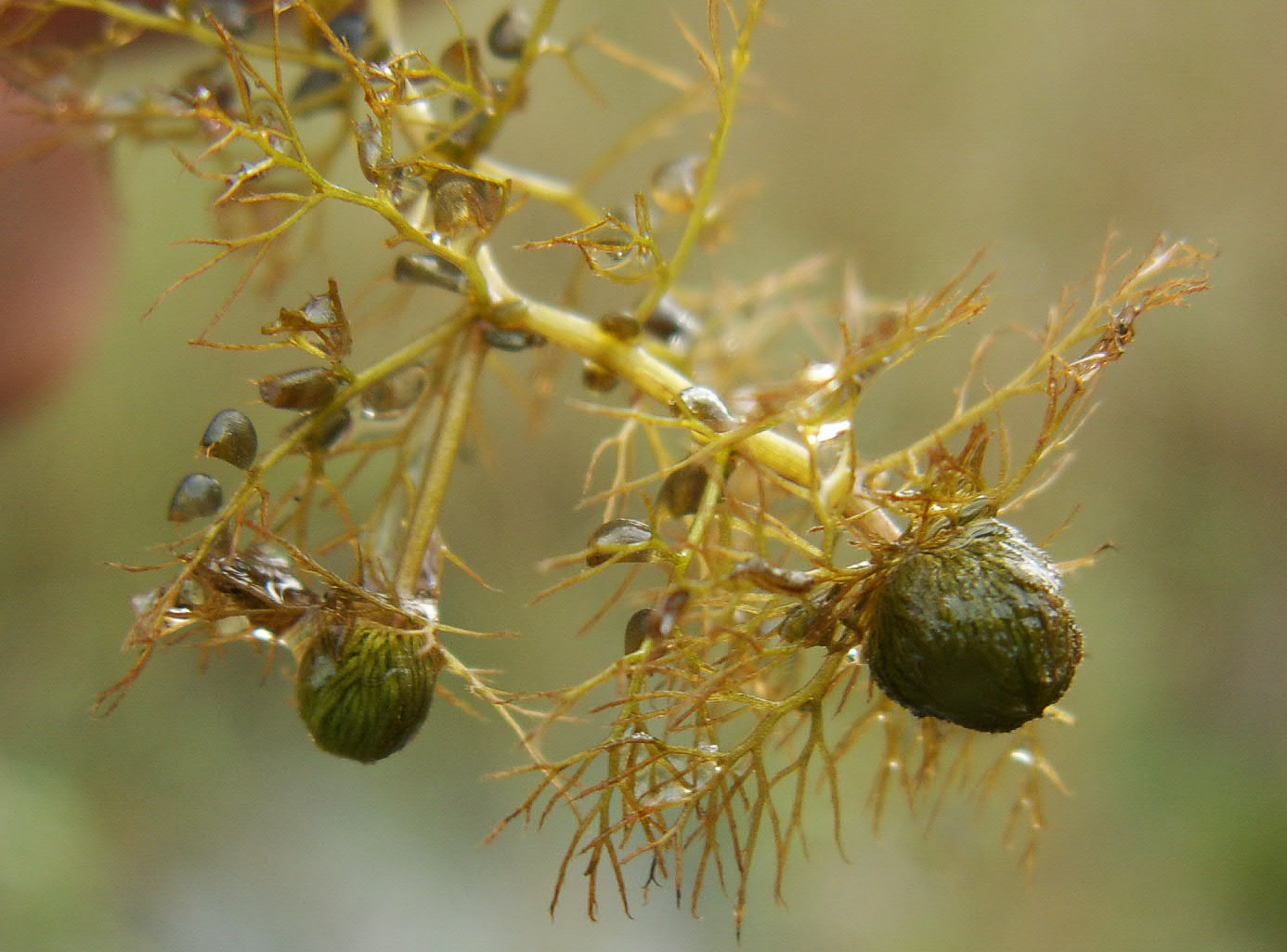
Turionen van groot blaasjeskruid
- Werkend vangblaasje van loos blaasjeskruid

## Vleesetende plant
De term "vleesetend" dekt de lading niet geheel. Stuifmeelkorrels en algen worden ook vaak gevangen. Onderzoek aan exemplaren van drie verschillende soorten, afkomstig uit acht wateren uit drie regio's in Oostenrijk, leverde het volgende resultaat. In de 2000 onderzochte blaasjes werd in ruim de helft slechts algen en pollen aangetroffen. Mossen, schimmels en mineralen zijn waarschijnlijk bijvangst. Algen voorzien de plant echter van fosfor en sporenelementen.